# Salmrohrer Mühle

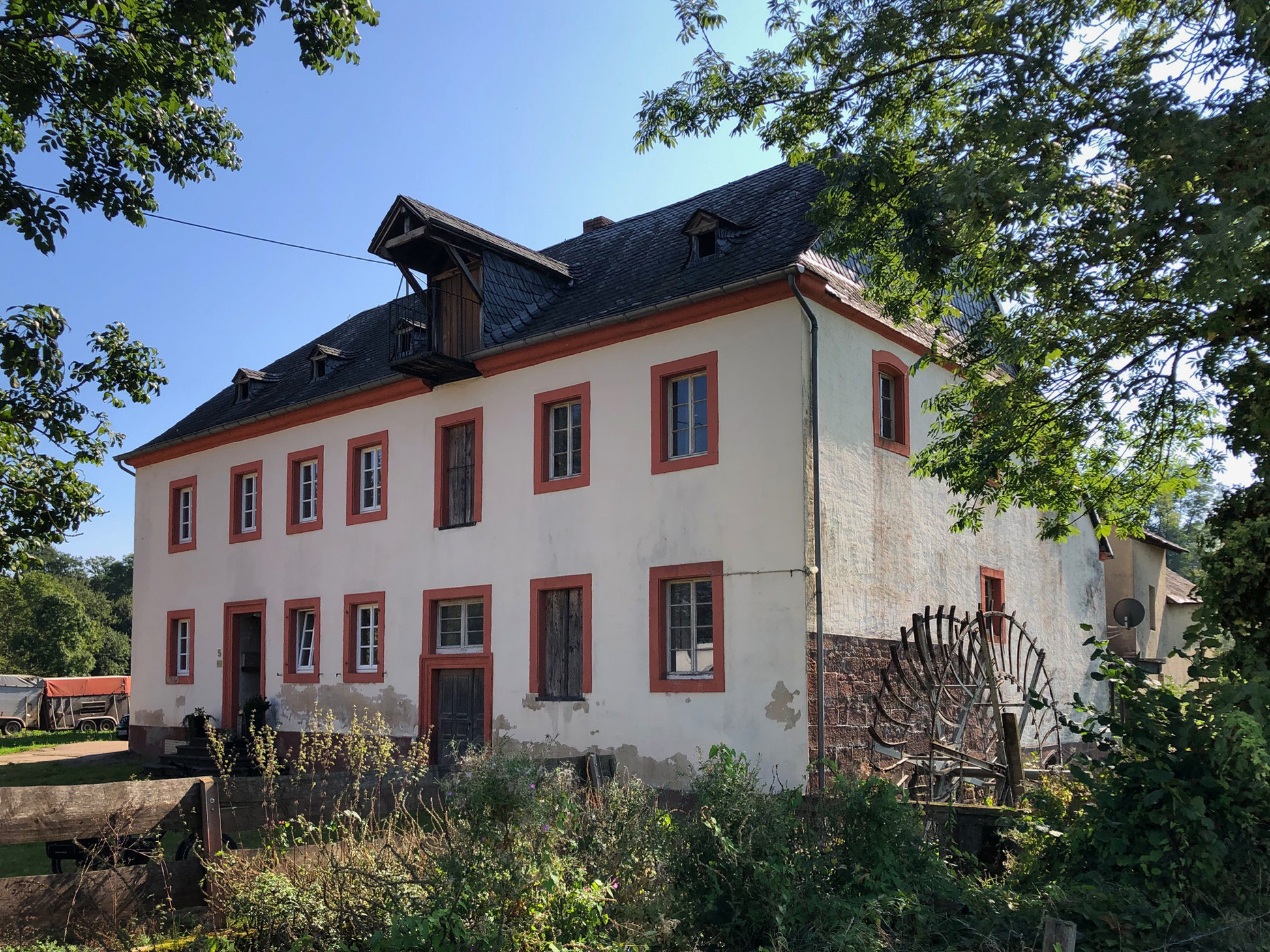
Mühlengebäude von Norden

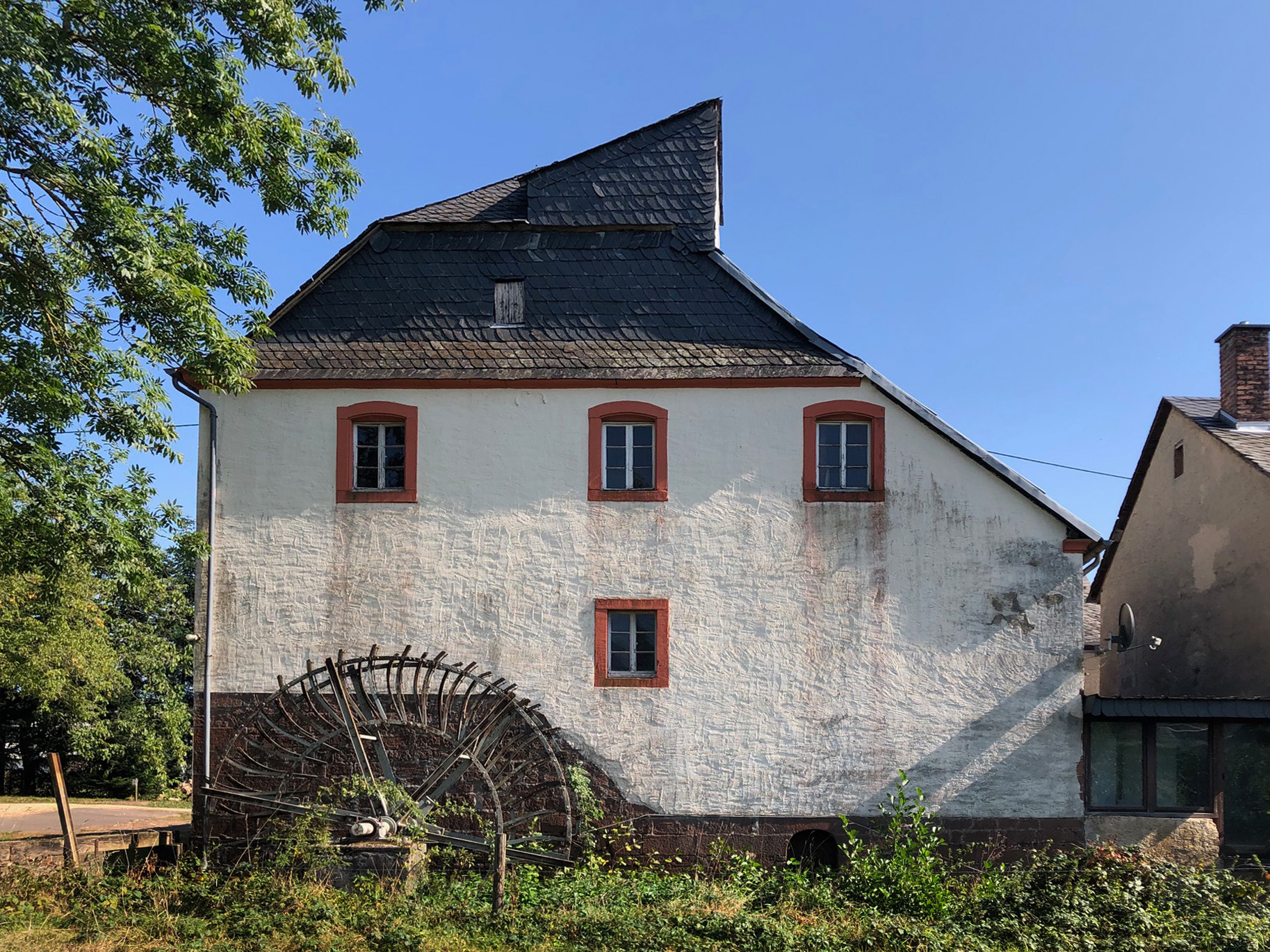
Westseite mit Mühlrad
und erhöhtem Dachelement

Die Salmrohrer Mühle ist eine Wassermühle im Ortsteil Salmrohr der Gemeinde Salmtal im Landkreis Bernkastel-Wittlich, Rheinland-Pfalz, Sie liegt am Gußbach, nahe dessen Mündung in die Salm (Anschrift: Mühlenstraße 5). Die Mühle ist ein eingetragenes Kulturdenkmal.

## Geschichte
Erstmalig wurde die Salmrohrer Mühle  im Jahr 1330 erwähnt. 1636 ist sie untergegangen, man hat sie aber 1685 wieder neu aufgebaut.
Auf der Topographischen Aufnahme der Rheinlande wird das Anwesen zu Beginn des 19. Jahrhunderts als Salm Mühl bezeichnet.
In den 1970er Jahren wurde der Mühlenbetrieb eingestellt.

## Bauwerk
Der jetzige Bau entstand in der ersten Hälfte des 19. Jahrhunderts. Es handelt sich um einen zweigeschossigen schlichten Putzbau mit unregelmäßigem Krüppelwalmdach. An den vierachsigen östlichen Wohnteil schließt sich im Westen der dreiachsige Wirtschaftstrakt der Mühle an. Über dessen Eingang ist in das Walmdach eine Gaube mit Lastenaufzug eingelassen. An der Giebelseite ist das hölzerne Mühlrad angebracht. In dessen Bereich ist die Wand mit Natursteinen versehen.